# Lepadella heterostyla
Lepadella heterostyla är en hjuldjursart som först beskrevs av Murray 1913.  Lepadella heterostyla ingår i släktet Lepadella och familjen Lepadellidae. Inga underarter finns listade i Catalogue of Life.